# Mama June: From Not to Hot
Mama June: From Not to Hot (Brasil: Mama June: Vida Nova ) é uma série de televisão americana que é transmitido pela WeTV. A série estreou em 24 de fevereiro de 2017 e é um spin-off do reality do TLC Chegou Honey Boo Boo. O programa documenta a transformação de June na perda de peso de 209 a 73 kg.
Após três temporadas, a produção continuada do programa não foi confirmada, pois June e seu namorado, Eugene 'Geno' Doak, foram presos em 13 de março de 2019, em um posto de gasolina no Alabama. Os dois foram presos e acusados de porte de drogas e material para uso de drogas, com Geno enfrentando uma acusação adicional de violência doméstica. Os relatórios alegam que June estava na posse de crack e que a apetrechos para drogas em questão incluía um cachimbo de crack e agulhas hipodérmicas. A primeira aparição do casal foi em outubro de 2019, quando eles entraram com argumentos inocentes.
Em 7 de fevereiro de 2020, foi anunciado que a quarta temporada, intitulada Mama June: Family Crisis, estreará em março de 2020.

## Elenco

### Principais
| Nome                           | Temporadas      | Temporadas | Temporadas | Temporadas |
| Nome                           | 1               | 2          | 3          | 4          |
| ------------------------------ | --------------- | ---------- | ---------- | ---------- |
| Mama June Shannon              | Principal       | Principal  | Principal  | Recorrente |
| Alana "Honey Boo Boo" Thompson | Principal       | Principal  | Principal  | Principal  |
| Lauryn "Pumpkin" Efird         | Principal       | Principal  | Principal  | Principal  |
| Gina Rodriguez                 | Principal       | Principal  | Principal  | Principal  |
| Mike "Sugar Bear" Thompson     | Principal       | Principal  | Principal  | Principal  |
| Jennifer Lamb                  | Principal       | Principal  | Principal  | Principal  |
| Joshua "Josh" Efird            | Principal       | Principal  | Principal  | Principal  |
| Eugene "Geno" Doak             | Does not appear | Principal  | Principal  | Recorrente |

### Recorrente
- Ella Grace Efird, Filha de Lauryn e Joshua e a neta de June
- Jo “Doe Doe” Shannon, Irmã de June
- Mike 'Big Mike' Mclarty, amigo de longa data de June
- Amber Busby, Sobrinha de June
- Natasha Fett, Treinador fitness de June
- Deborah Tyra, Rival de June no concurso de mãe-filha
- Hannah Stark, Rival de Alana no concurso de mãe-filha

## Episódios

### 1ª Temporada (2017)
| N.º na série | N.º na temp. | Título                      | Lançamento              |
| ------------ | ------------ | --------------------------- | ----------------------- |
| 1            | 1            | "Thin-Tervention"           | 24 de fevereiro de 2017 |
| 2            | 2            | "Operation Tummy Boo Boo"   | 3 de março de 2017      |
| 3            | 3            | "Here Comes The Bridezilla" | 10 de março de 2017     |
| 4            | 4            | "Let Boo Boo Eat Cake"      | 17 de março de 2017     |
| 5            | 5            | "Mama Frankenstein"         | 24 de março de 2017     |
| 6            | 6            | "Mama June's Big Reveal"    | 31 de março de 2017     |
| 7            | 7            | "Red Hot Mama"              | 7 de março de 2017      |
| 8            | 8            | "Too Big For TV"            | 14 de março de 2017     |
| 9            | 9            | "The Confrontation"         | 14 de março de 2017     |